# Плесси-Балиссон
Плесси́-Балиссо́н (фр. Plessix-Balisson, брет. Ar Genkiz-Yuzhael) — коммуна во Франции, находится в регионе Бретань. Департамент — Кот-д’Армор. Входит в состав кантона Плубале. Округ коммуны — Динан.
Код INSEE коммуны — 22192.

## География
Коммуна расположена приблизительно в 340 км к западу от Парижа, в 60 км северо-западнее Ренна, в 50 км к востоку от Сен-Бриё.
Плесси-Балиссон является наименьшей по площади коммуной Бретани и второй наименьшей (после Кастельморон-д’Альбре) коммуной Франции.

## Население
Население коммуны на 2008 год составляло 93 человека.
| 1962 | 1968 | 1975 | 1982 | 1990 | 1999 | 2008 |
| ---- | ---- | ---- | ---- | ---- | ---- | ---- |
| 169  | 152  | 136  | 108  | 94   | 83   | 93   |

## Экономика
В 2007 году среди 57 человек в трудоспособном возрасте (15—64 лет) 43 были экономически активными, 14 — неактивными (показатель активности — 75,4 %, в 1999 году было 71,2 %). Из 43 активных работали 35 человек (18 мужчин и 17 женщин), безработных было 8 (2 мужчин и 6 женщин). Среди 14 неактивных 1 человек был учеником или студентом, 8 — пенсионерами, 5 были неактивными по другим причинам.

## Достопримечательности
- Церковь Св. Петра (XIX век)
  - Статуя «Богоматерь с младенцем» (XVI век). Высота — 50 см; алебастр. Исторический памятник с 1966 года[3]

## Фотогалерея

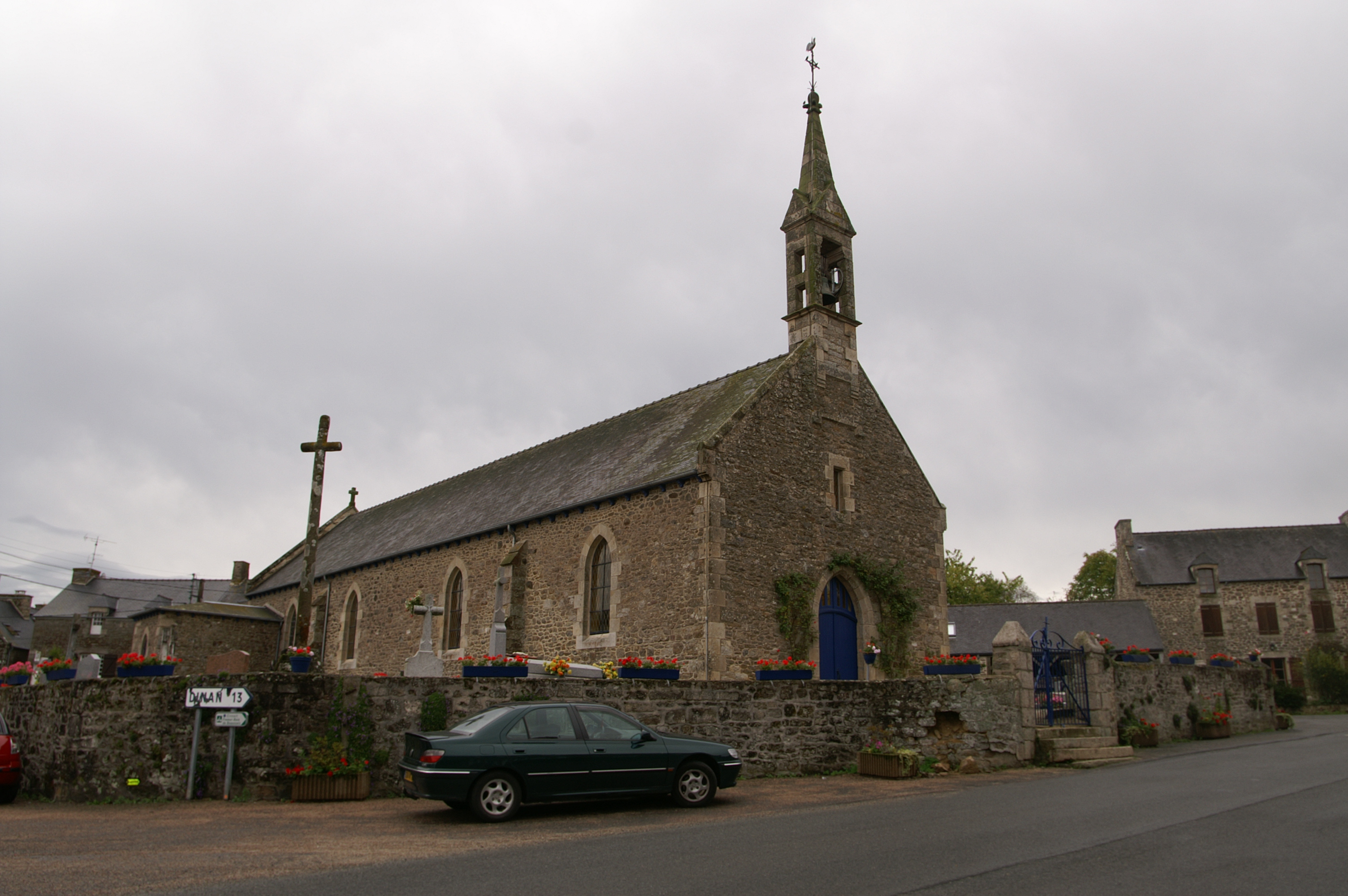
Церковь Св. Петра
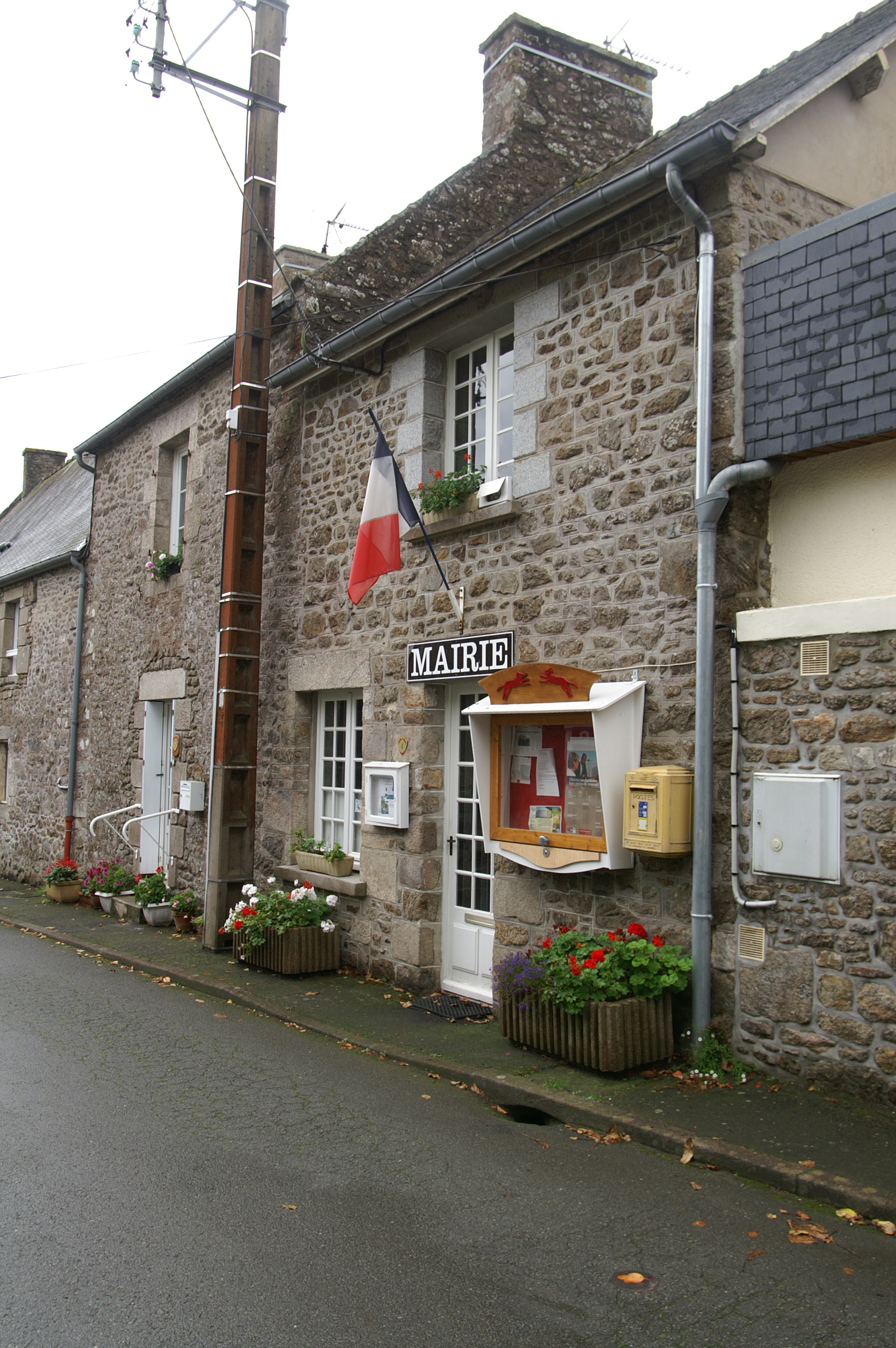
Мэрия
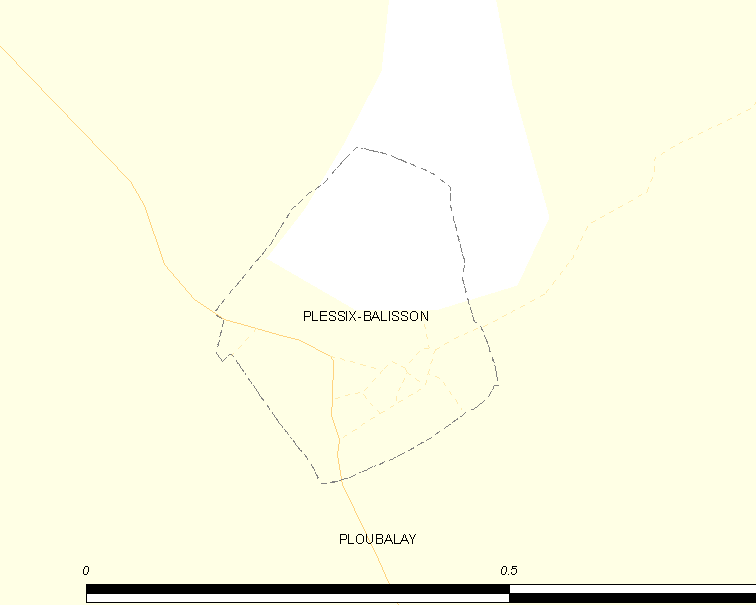
Карта коммуны